# Shipshaw (barrage)
Pour les articles homonymes, voir Shipshaw (homonymie).
Le barrage Shipshaw est un barrage situé dans l'arrondissement Jonquière, à Saguenay, Québec, Canada. Cet ensemble d'installations électriques, composé d'un barrage, d'une centrale et 5 digues, au fil de la rivière Saguenay est exploité par la compagnie Rio Tinto Alcan.